# マクラーレン・MP4-24
マクラーレンMP4-24 (McLaren MP4-24) は、マクラーレンが2009年のF1世界選手権参戦用に開発したフォーミュラ1カー。2009年シーズンの開幕戦から最終戦まで実戦投入された。マクラーレン・レーシング・デザインチームによって設計された。

## MP4-24
MP4-24は新レギュレーションに適合するエアロダイナミクスデザインへの変更と、運動エネルギー回生システム (KERS) の搭載を前提として開発された。
MP4-23と比較してノーズは太く長くなり、ノーズ上面はフロントタイヤの上面よりも高い位置に来ている。そのため、フロントサスペンションの配置がモノコックからホイールに向かって急激に下がる形となった。2000年シーズンのマシンであるMP4-15以来アッパーアームカバー内にステアリングタイロッドが収められていたが、MP4-24では、アッパーアームとロアアームの中間に配置された。

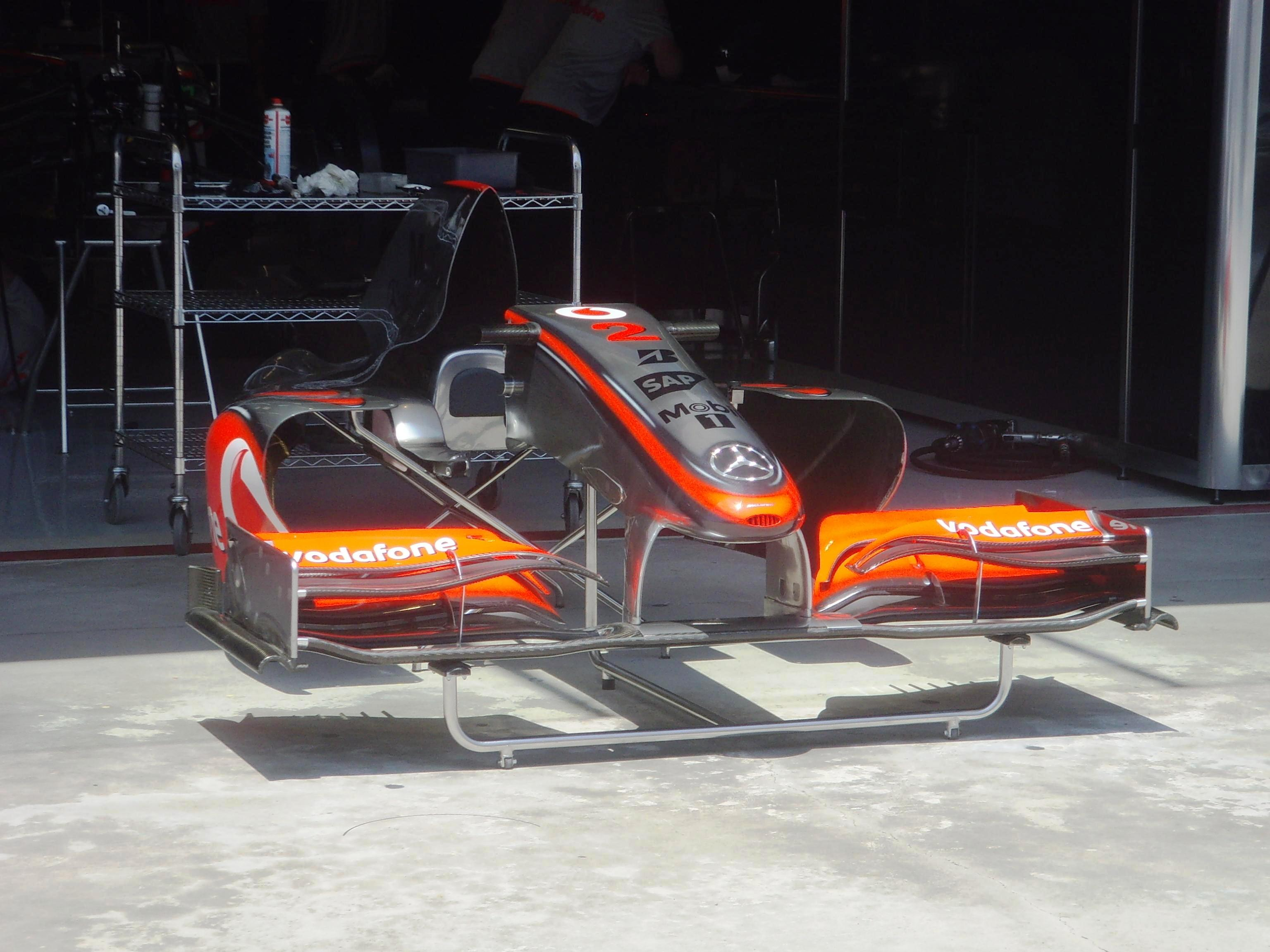
シーズン途中から導入された新ウイング。アッパーエレメントが装備されている

フロントウイングは3枚エレメントを採用しているが、複雑な形状を描いている。第3戦中国GP以降、アッパーエレメントを備えた2段式のフロントウイングを使用した。
リヤウイングはさほど変化が見られないが、翼端板に入ったスリットが3本から4本に増やされている。テストではしばしばMP4-23のリヤウイングを装着している場面もあったが、マシンの速さに関してはテストの時期はそれほど良くなかった。

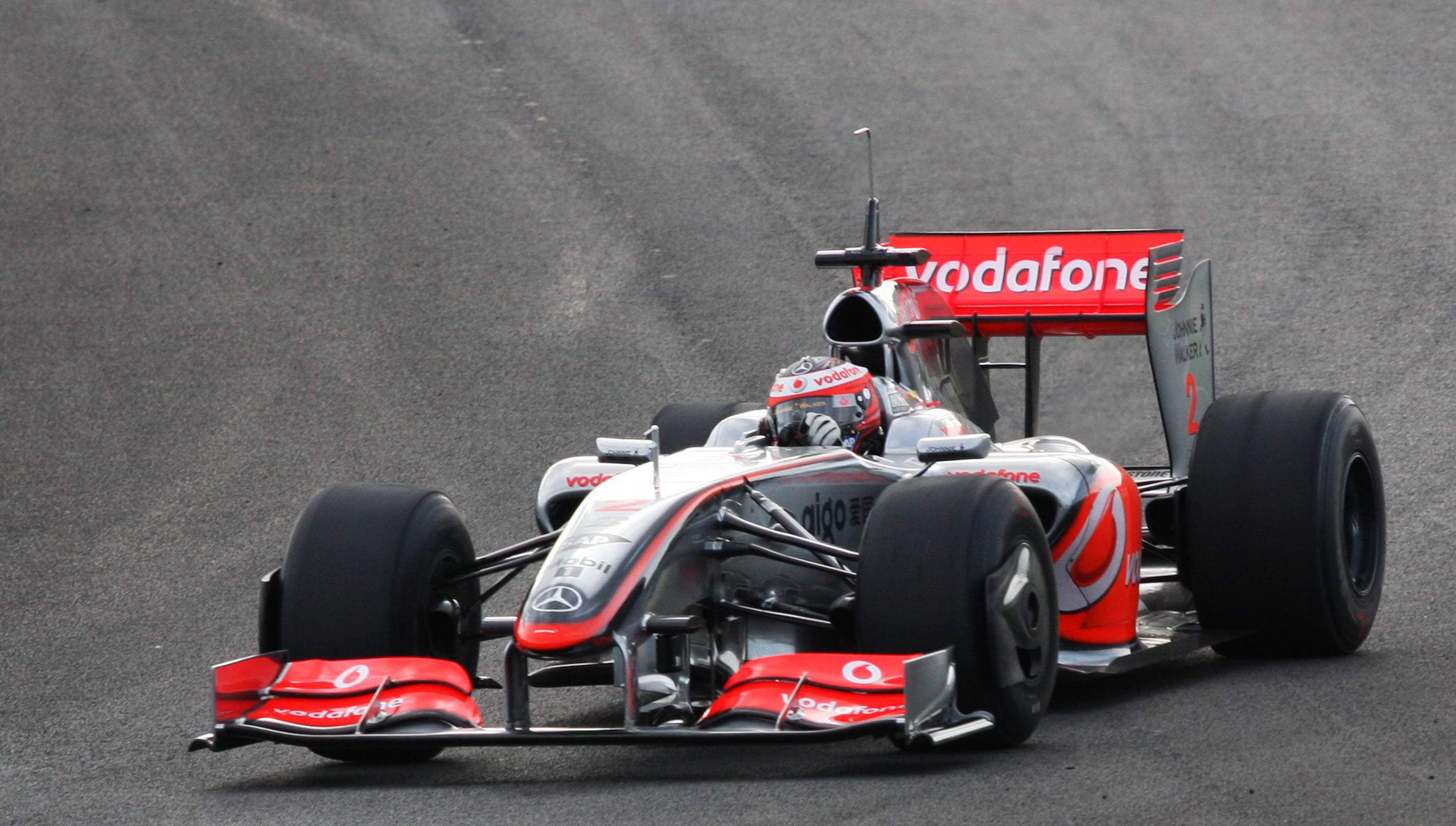
2月にヘレス・サーキットでヘイキ・コバライネンがテスト走行をするMP4-24

エギゾーストパイプの排気口は車体後方のリヤサスペンション近くにある。他のチームが車体表面にあまりエギゾーストパイプを出さないようにしているが、発表会当初は、排気の抜けを良くし、リヤウイングへの悪影響を最小限にするためにボディワークが若干上方に持ち上がっていた。開幕までに何種類もの排気口がテストされた。
サイドポンツーンのアンダーカットはMP4-23よりも穏やかとなっている。ラジエーターインテークは2008年シーズン中も大きさが調整されていたが、MP4-24は最初から小型な物となっている。
インダクションポッドは形状が変更され、三角形型に近くなった。その下方の処理はMP4-23と同じくフィンを使ってエンジンカバーの規定面積を確保しているほか、ヘッドレストによる乱流の発生を最小限に抑える。
搭載するKERSについて、ノルベルト・ハウグはコンポーネントの重量は25kg以下とコメントした。チームが2009年シーズン初優勝をあげた第10戦ハンガリーGP終了後にザイテック製であることが公表された。
ダブルディフューザーはFIAが合法との裁定を下した後、第3戦中国GPから暫定版を投入し、以後も細かなアップデートを続けた。

## 2009年シーズン

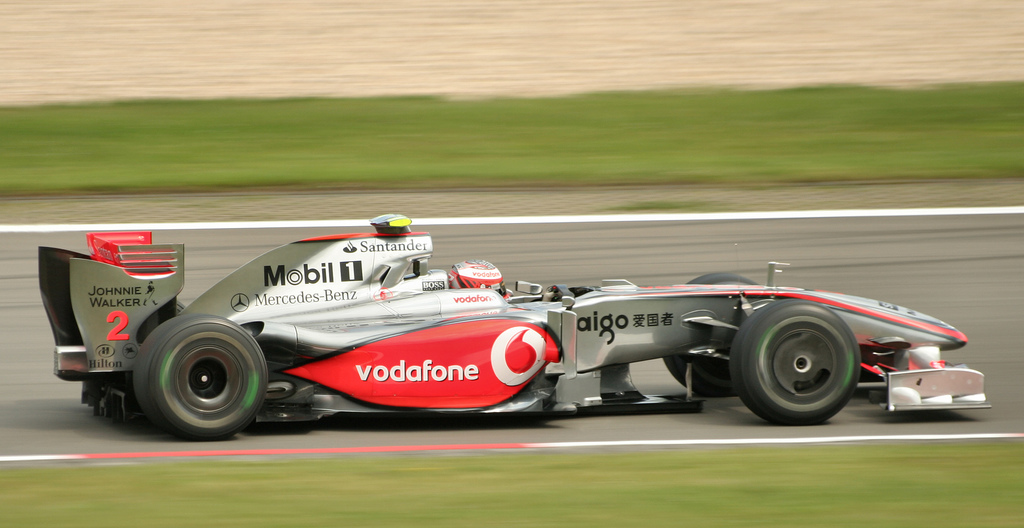
第9戦ドイツGPでコバライネンがドライブするMP4-24

1月19日に、テストドライバーのペドロ・デ・ラ・ロサが、アルガルヴェでシェイクダウンを行った。
テストでは2008年用のリヤウイングを用いたり、タイムがあまり良くなかったため、MP4-24は失敗作ではないか?とささやかれた。チーム首脳も開幕戦を上位で戦える状態ではないことを認めた。
開幕戦オーストラリアGPではルイス・ハミルトンが失格しノーポイント。以後も4戦連続ノーポイントなど低迷が続き、シーズン前半の時点でタイトル戦線から脱落した。第8戦イギリスGPではKERSを取り外して出走した。
第9戦ドイツGPでダブルディフューザーの改良が成功し、第10戦ハンガリーGPではルイス・ハミルトンが優勝をもぎ取った。これはKERS搭載車が記録した初勝利にもなった。
第11戦ヨーロッパGPでは、フロントサスペンションを改良して、75mmショートホイールベース化されたマシンがハミルトン用に投入された。しかし、ホイールベースを変更することは、フロントサスペンション、フロア、ノーズ、フロントウイングを変更しなければならなくなる。ヨーロッパGPのフリー走行2では、交換用のフロントウイングがなく、ハミルトンが走行できなくなる事態が発生してしまった。
ハミルトンは第14戦シンガポールGPでもポール・トゥ・ウィンを達成し、シーズン後半戦は2勝4ポールポジションを獲得した。チームの精力的な改修により、MP4-24は2009年シーズン中最も進化を遂げたマシンとなった。

## スペック

### シャーシ
- シャーシ名 MP4-24
- シャーシ構造 カーボンファイバー/アルミニウムハニカムコンポジットモノコック（フロント&サイドインパクト構造）
- ブレーキキャリパー 曙ブレーキ工業
- サスペンション 前後プッシュロッド式ダブルウィッシュボーン/トーションバー・スプリング
- ダンパー コニ
- ホイール エンケイ
- タイヤ ブリヂストン
- ギアボックス 7速＋リバース1速セミオートマチック/カーボンファイバー製ケーシング
- KERS マクラーレン/メルセデス・ベンツ・ハイパフォーマンス・エンジンズ共同開発
- エレクトロニクス MES-マイクロソフト スタンダードECU
- バッテリー GSユアサ
- ステアリング マクラーレン・パワーアシスト
- 機器 マクラーレン・エレクトロニック・システムズ
- 重量 605kg

### エンジン
- エンジン名 メルセデス・ベンツFO108W
- 気筒数・角度 V型8気筒・90度
- 排気量 2,400cc
- 最高回転数 18,000rpm（レギュレーションで規定）
- バルブ数 32
- ピストンボア 98mm
- 重量 95kg
- スパークプラグ NGK
- 燃料・潤滑油 モービル

## シャーシナンバー一覧
| No. | ドライバー           | 1   | 2   | 3   | 4   | 5   | 6   | 7   | 8   | 9   | 10  | 11  | 12  | 13  | 14   | 15  | 16  | 17  |
| No. | ドライバー           | AUS | MAL | CHN | BHR | ESP | MON | TUR | GBR | GER | HUN | EUR | BEL | ITA | SIN  | JPN | BRA | ABU |
| --- | -------------------- | --- | --- | --- | --- | --- | --- | --- | --- | --- | --- | --- | --- | --- | ---- | --- | --- | --- |
| 1   | ルイス・ハミルトン   | 4   | 4   | 4   | 4   | 5   | 4   | 4   | 4   | 4   | 4   | 5   | 5   | 4   | 4,2* | 4   |     |     |
| 2   | ヘイキ・コバライネン | 3   | 3   | 3   | 3   | 2   | 2   | 2   | 2   | 3   | 3   | 3   | 3   | 3   | 3    | 3   |     |     |

- ハミルトンは、シンガポールGPではフリー走行3以降でシャーシナンバー2を使用。

## 結果
| 年   | No. | ドライバー           | 1   | 2   | 3   | 4   | 5   | 6   | 7   | 8   | 9   | 10  | 11  | 12  | 13  | 14  | 15  | 16  | 17  | ポイント | ランキング |
| 年   | No. | ドライバー           | AUS | MAL | CHN | BHR | ESP | MON | TUR | GBR | GER | HUN | EUR | BEL | ITA | SIN | JPN | BRA | ABU | ポイント | ランキング |
| ---- | --- | -------------------- | --- | --- | --- | --- | --- | --- | --- | --- | --- | --- | --- | --- | --- | --- | --- | --- | --- | -------- | ---------- |
| 2009 | 1   | ルイス・ハミルトン   | DSQ | 7   | 6   | 4   | 9   | 12  | 13  | 16  | 18  | 1   | 2   | Ret | 12  | 1   | 3   | 3   | Ret | 71       | 3位        |
| 2009 | 2   | ヘイキ・コバライネン | Ret | Ret | 5   | 12  | Ret | Ret | 14  | Ret | 8   | 5   | 4   | 6   | 6   | 7   | 11  | 12  | 11  | 71       | 3位        |

- 太字はポールポジション、斜字はファステストラップ、DSQは失格。
- 第2戦マレーシアGPは雨天で赤旗中断となり規定周回数の75％を満たさなかったため獲得ポイントは半分となる。